# Carex arnottiana
Carex arnottiana là một loài thực vật có hoa trong họ Cói. Loài này được Nees ex Drejer mô tả khoa học đầu tiên năm 1844.